# Titus N. Hașdeu
Titus N. Hașdeu (n. 23 februarie 1938, Giurgiu) este un istoric român.

## Viața și activitatea
Hașdeu Titus N. s-a născut la data de 23 februarie 1938, la Giurgiu. Și-a absolvit studiile secundare la Sibiu, iar apoi pe cele universitare la Iași (în 1960). A fost de profesie muzeograf (1960-1961) și  apoi director (1962-1972) la Muzeul Bran. Datorită perseverenței și aptitudinilor sale, a fost numit director al muzeului județean Brașov (din 1972), fiind apoi și redactor responsabil al revistei Cumidava.
Original de profesie acesta a fost un istoric, preocupat de evul mediu, un medievist.  Acesta a efectuat cercetări despre istoria și etnografia Țării Bîrsei, cu precădere a zonei Branului. Studiile sale sunt fundamentate pe material arhival. 

## Opera[1]
- Cetatea Bran. Monografie, București, 1968, 40 p. + 37 îl. + 8 pl. (ediție germană, 1969).
- Satele din preajma cetății Bran în secolele XVIII - XIX, În "Cumidava", III (1969), p. 191-200.
- Domeniul cetății Bran în secolele XIV- XVI, ibidem, IV (1970), p. 69 -91.
- Țară Bîrsei, București, 1972 (în colaborare).
- Ciumă din 1770-1771 în hotarul Branului, În "Din istoria luptei antiepidemice în România", București, 1972, p. 127-131.